# Hollum

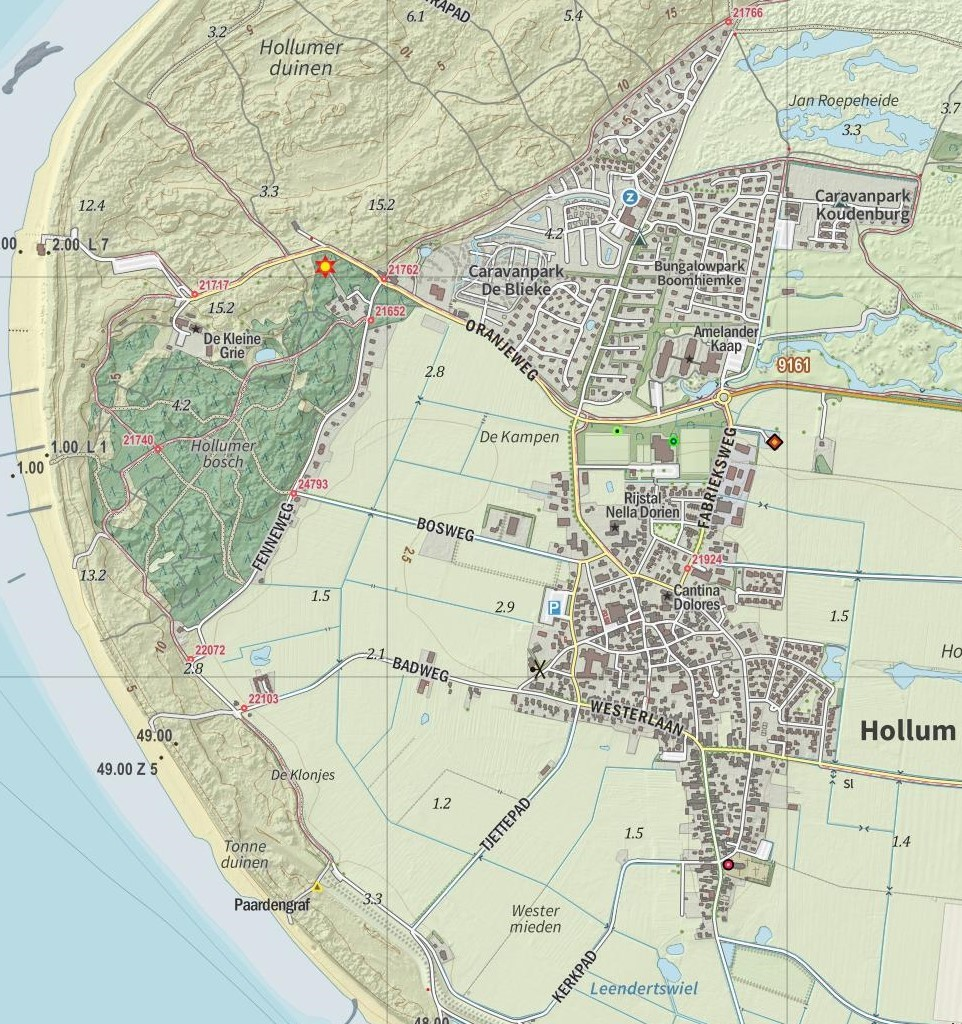
Detailkarte von Hollum

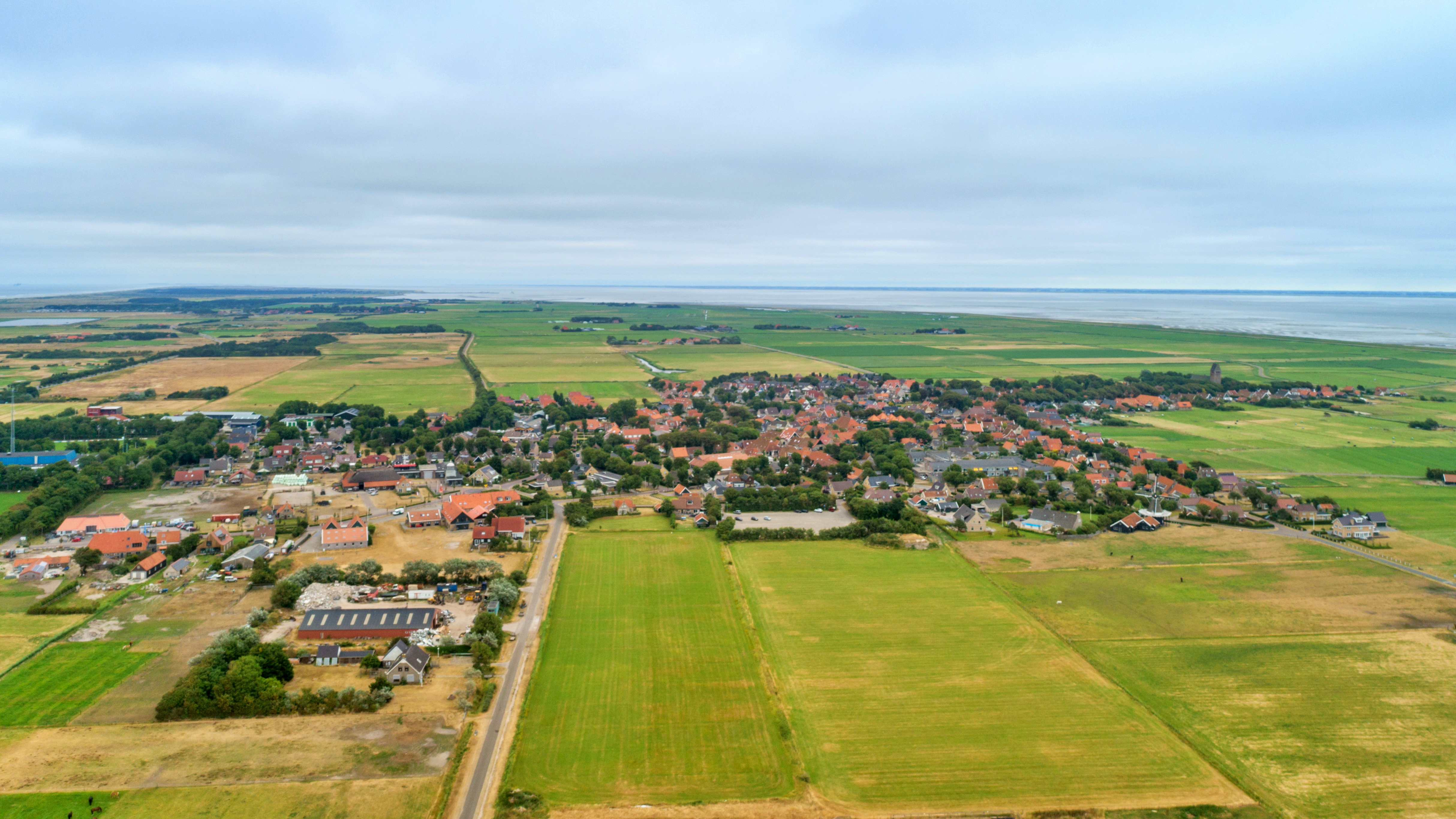
Luftbild von Hollum

Hollum ist mit 1.295 Einwohnern die größte Ortschaft der westfriesischen Insel Ameland und liegt an deren Westende. Der Ortskern ist geprägt von alten Kapitäns- und Seefahrerhäuschen, ganze Straßenzüge stehen unter einer Art Denkmalschutz (niederländisch beschermd dorpsgezicht), darunter das älteste Haus Amelands, das 1561 erbaut wurde. In dem kleinen Ort gibt es drei Kirchen, außerdem befinden sich dort und in der Umgebung zahlreiche Ferienunterkünfte.

## Sehenswürdigkeiten

### Kulturhistorisches MuseumSorgdrager
Das Kulturhistorischen Museum wurde 1963 eröffnet. Es ist benannt nach Pieter Cornelis Sorgdrager, der das Kapitänshaus 1751 erbauen ließ. Die Ausstellung zeigt  Alltagsgegenstände, Mobiliar und Volkskunst aus dem 18. Jahrhundert und informiert über die damaligen Lebensbedingungen auf der Insel, über die Schifffahrt sowie den Walfang, der vielen Insulanern zu einem gewissen Wohlstand verhalf. Inzwischen wurde das Museum noch um das benachbarte Bauernhaus erweitert.

### WindmühleDe Verwachting
Zwischen 1840 und 1949 gab es in Hollum eine Kornmühle namens De Verwachting, die wegen Baufälligkeit abgebrochen werden musste. Der Nachfolgebau aus dem Jahr 1991 stammt ursprünglich aus Brucht (Overijssel). In dem Galerieholländer wird neben Korn jetzt auch Senf gemahlen. Zu bestimmten Zeiten wird Besuchern die Produktion vorgestellt und demonstriert.

### Maritiem CentrumAbraham Fock
Das Maritime Zentrums besteht seit 2009 und enthält eine teils interaktive Ausstellung rund um Seefahrt und Seenotrettung. In den Gebäudekomplex wurde das alte Lichthaus des Leuchtturms eingefügt. Hier befindet sich der Standort des alten Motorrettungsbootes Nicolaas Marius, das nach seiner Außerdienststellung umgetauft wurde auf Abraham Fock (II), einem der Gründer der niederländischen Seenotrettungsgesellschaft.
Der Stall für die 12 Zugpferde ist ebenso zugänglich wie der Nachbau einer Kommandobrücke.

### Kirchen
Die heutige Nederlands Hervormde kerk an der Oosterlaan ist der vierte Kirchenbau, der an dieser Stelle steht. Bei Ausgrabungen wurden Hinweise auf Vorläuferbauten aus dem 11., 12. und 13. Jahrhundert gefunden. 1569 wurde die damals noch römisch-katholische Kirche von den Watergeuzen schwer beschädigt. Nach seiner Wiederherstellung 1678 ging der Kirchenbau an die reformierte Gemeinde. Auf dem dazugehörigen Friedhof befinden sich viele Gräber von Seefahrern und Walfängern, darunter die Ruhestätte von Hidde Dirks Kat.
Auf Ameland haben verschiedene Glaubensrichtungen ihre eigenen Versammlungsräume. So gibt es auch in Hollum zwei weitere protestantische Kirchen, die turmlosen Bauten der Doopsgezinde gemeente am Herenweg (erbaut 1867) und der Gereformeerde kerk (1923) an der Westerlaan. Beide Kirchen gehören heute zur kombinierten evangelisch-reformiert-mennonitischen Gemeinde (Federatie Doopsgezind-Gereformeerd).

### In der Umgebung
In der Nähe des Dorfes, Richtung Westende, befindet sich der Amelander Leuchtturm von 55,3 Metern Höhe mit Aussichtsplattform. In dem umgebenden Dünengebiet befanden sich während der deutschen Besatzung im Zweiten Weltkrieg ein Flak-Standort und mehrere Bunker, die inzwischen vom Sand begraben sind. Einige Gebäude des damaligen Militärlagers wurden später als Jugendherberge genutzt und gehören heute zum Stayokay-Hostel.
Im Pferdegrab am Dünenübergang Reddingbootpad liegen acht Pferde, die 1979 bei einer Rettungsaktion ertranken. Eine deutsche Segeljacht war am Abend des 14. August in Seenot geraten. Der Wagen mit dem Rettungsruderboot wurde wie üblich von acht Pferden in die Wellen gezogen. Doch diesmal geriet das Fuhrwerk tiefer als sonst ins Wasser, die Pferde konnten nicht rechtzeitig von dem schweren Gefährt gelöst werden und wurden von ihm in die Tiefe gerissen. Die Besatzung der Segeljacht konnte gerettet werden, da das Rettungsboot nicht beschädigt wurde; aber die Pferde waren verloren. Auf Initiative eines der Pferdeeigner wurden die toten Tiere nach der Bergung nicht dem Abdecker übergeben, sondern in den Dünen nahe der Unglücksstelle bestattet.

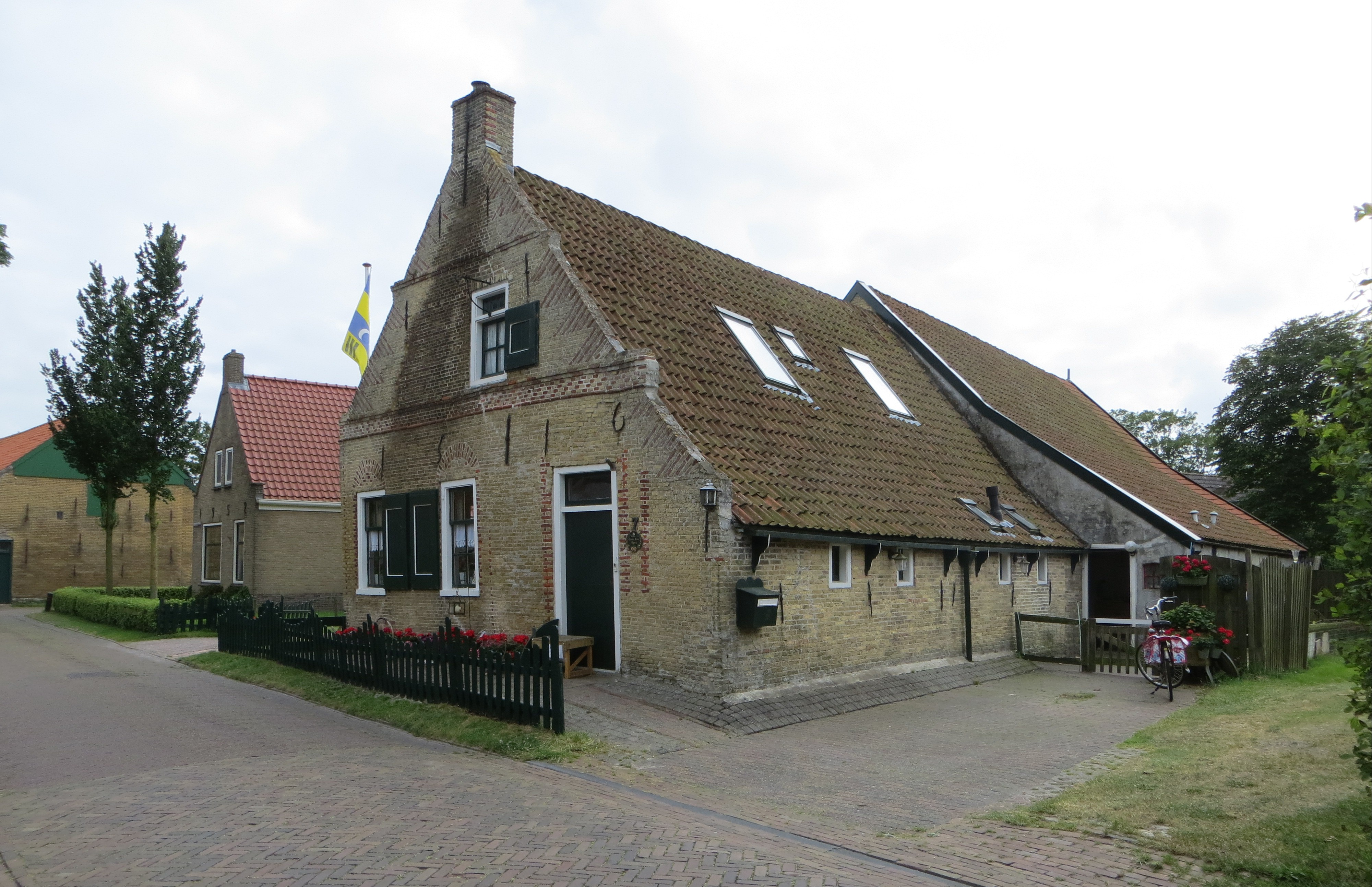
Das älteste Haus Amelands (Johannes Bakkerstraat 7)
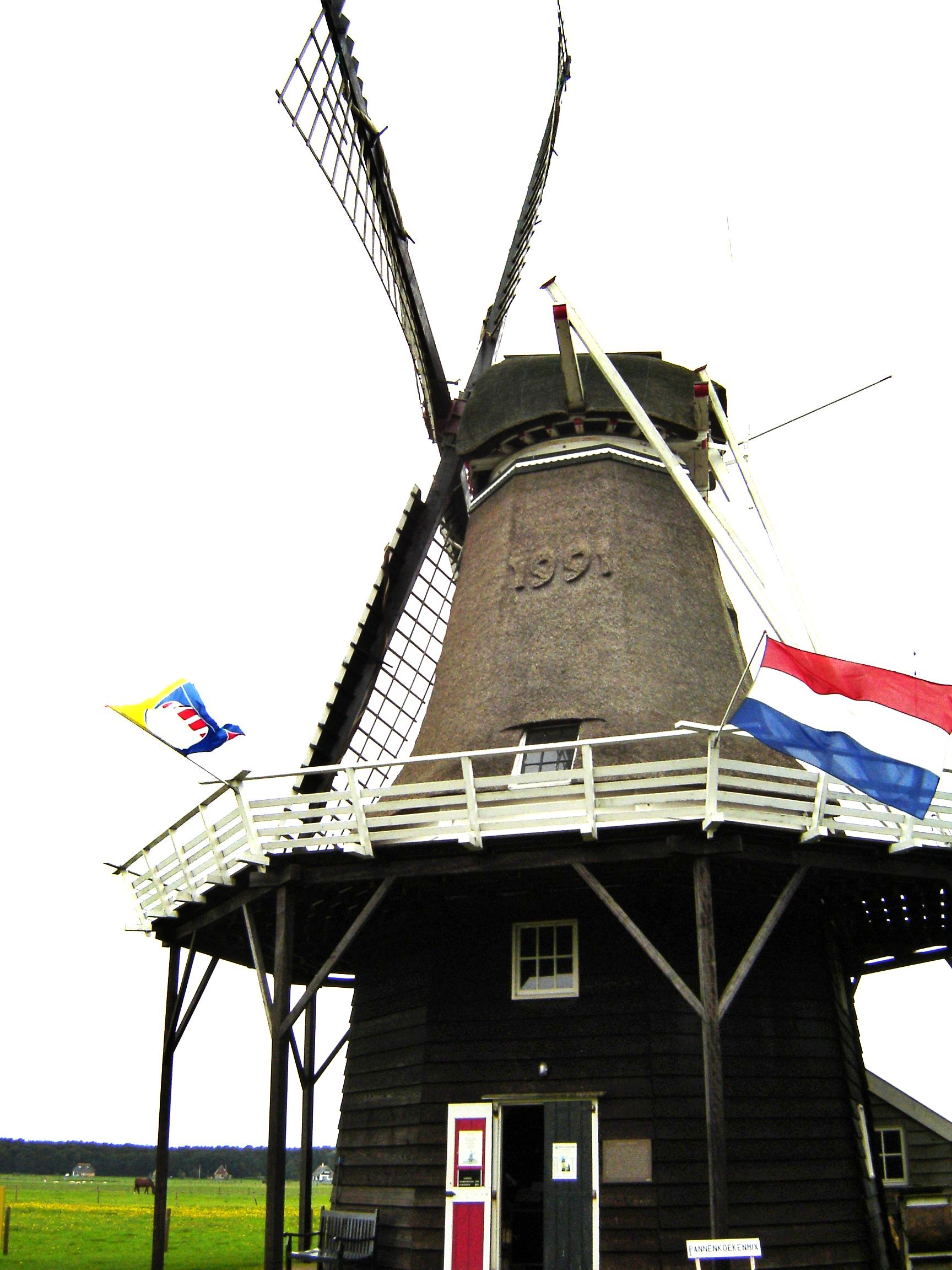
Senf- und Kornmühle De Verwachting
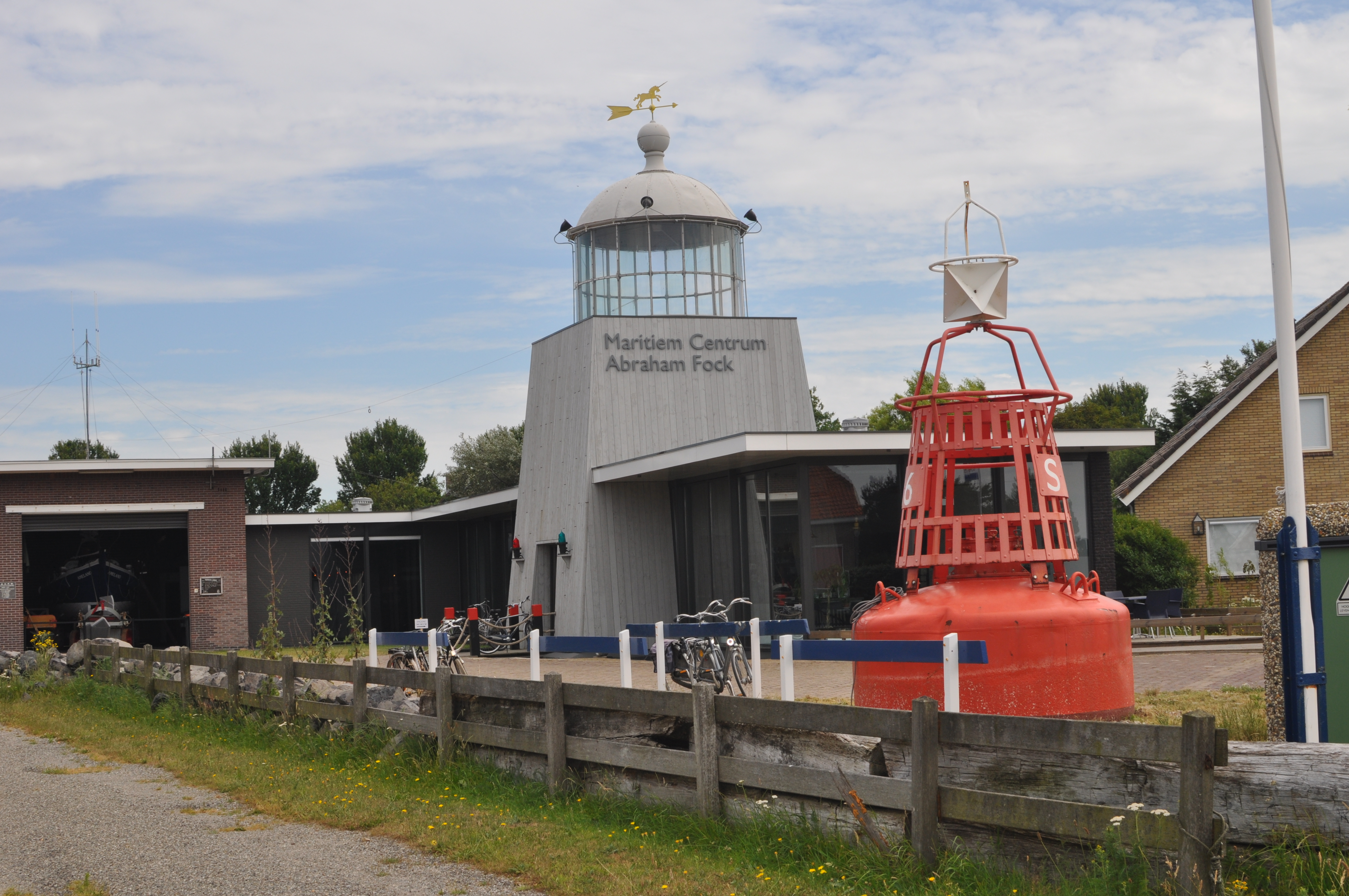
Maritimes Zentrum Abraham Fock
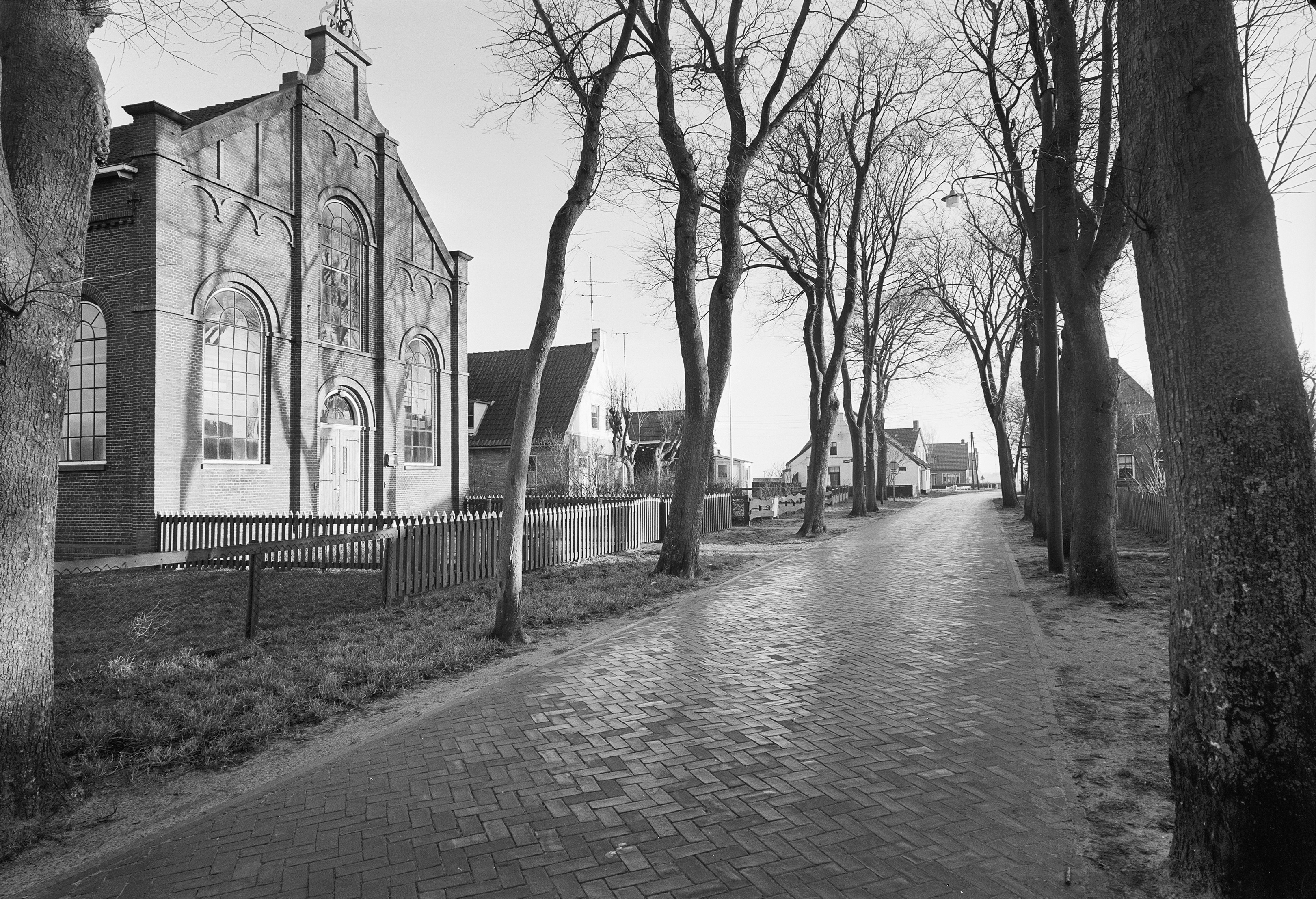
Kirche am Herenweg (Aufnahme von 1971)
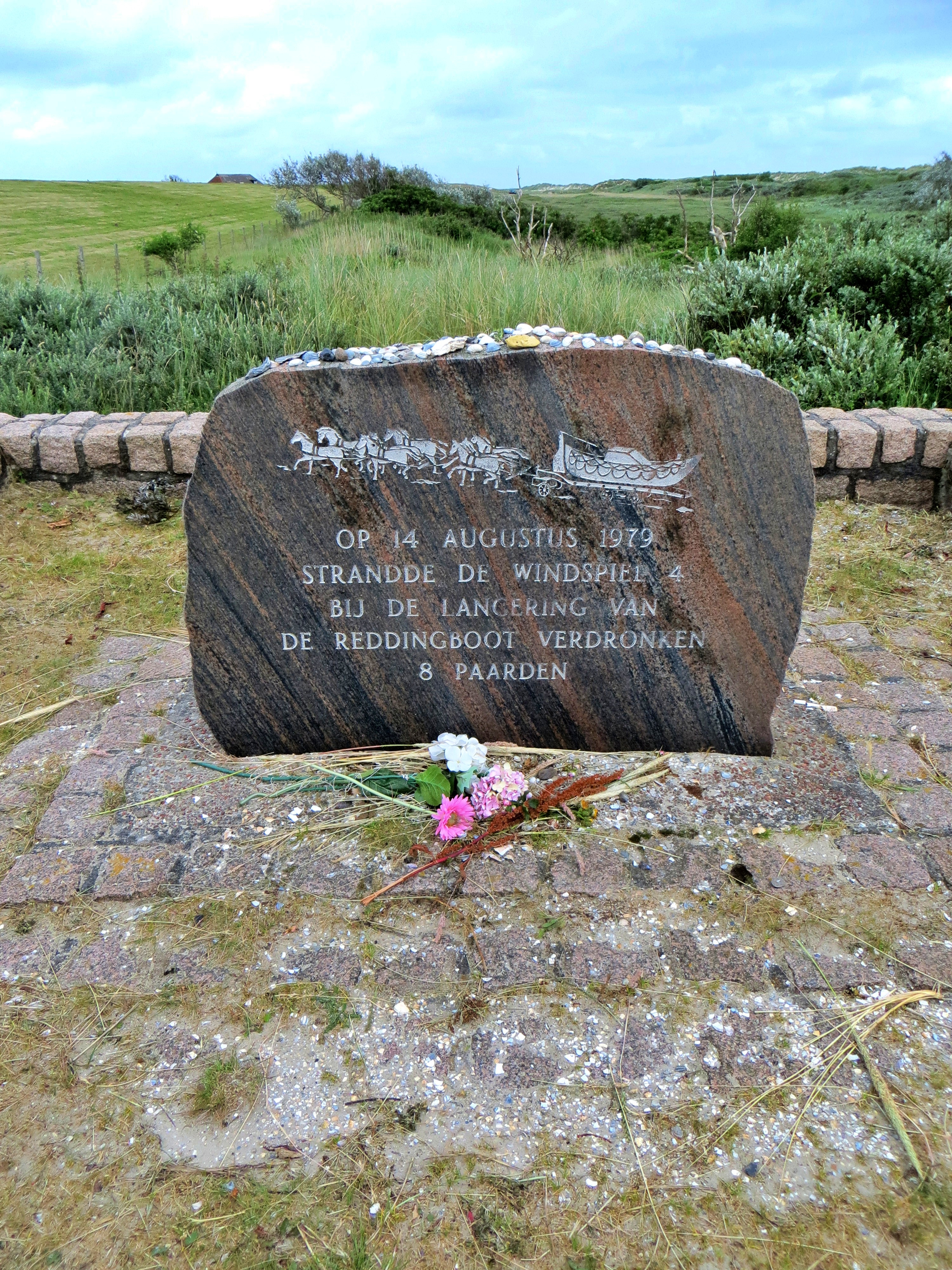
Pferdegrab

## Traditionelle Veranstaltungen
Ab Mitte des 19. Jahrhunderts wurden Seenot-Rettungsaktionen mithilfe von Ruderbooten durchgeführt, die von Pferden vom Strand ins Wasser gezogen wurden. Seit 1988 ersetzen die schnelleren modernen Boote der KNRM diese Methode, doch das ursprüngliche Bootwateren wird von der Stichting Paardenreddingboot als Rettungsdemonstration traditionell fortgeführt.  
Es findet etwa vierzehnmal im Jahr statt, dabei wird das alte Rettungsboot Abraham Fock mit einem Pferdefuhrwerk vom Maritimen Zentrum über den Deich am Tjettepad an den Strand gefahren. Begleitet von einer Musikkapelle wird es von acht Pferden in die Brandung gezogen und zu Wasser gelassen. Nach einer kurzen Rundfahrt wird das Boot wieder aufs Fuhrwerk gezogen, an Land und zurück zum Depot gebracht. Damit erinnern die Seenotretter an ihre historischen Wurzeln und werben bei dieser Gelegenheit um Unterstützung ihrer Arbeit. Jedes Jahr im Juni wird anlässlich des Bootwateren ein Musikfestival veranstaltet, zu dem sich Shanty-Chöre und Blaskapellen aus dem ganzen Land in Hollum einfinden, um einen Tag Livemusik auf verschiedenen Bühnen im Ortskern zu präsentieren.

## Persönlichkeiten
- Hannes de Boer (1899–1982), Leichtathlet, Weitspringer